# 神谷桂子
神谷桂子，本名相同（日语：神谷 桂子，2月13日—），藝名：神谷 ，日本女演員、配音員。出身於大阪府寢屋川市。身高153cm。O型血。

## 人物簡介
學生時代開始參加劇團☆新感線的舞台劇《髑髏城的七人》、《銀河一》的表演。其後踏入演藝事業在關西地區當地的電視台活躍演出。
以前經歷Ricomotion大阪、Uncle，2007年起進入J Production。
配音方面，為人熟悉的代表配音作品是SNK電玩格鬥遊戲《侍魂》系列（含遊戲改編動畫）的莉姆露露，並和飾演娜考露露的生駒治美兩人一起主持過廣播節目
興趣：料理和釣魚。

## 主要演出作品

### 遊戲
作品依照首次配音年排序。
- 侍魂系列（莉姆露露（日语：リムルル） (『侍魂 (1997年3D對戰格鬥)』、『阿斯拉斬魔傳』及『甦醒的蒼紅之刃』)）
- 格鬥天王'98（阿武）

### OVA
1999年
- SAMURAI SPIRITS 2 ～阿斯拉斬魔傳～（莉姆露露（日语：リムルル））

2002年
- 娜考露露 ～來自某人的恩賜～ 郷里之畏友篇（莉姆露露）

### 電視劇
NHK系列
- NHK
  - 愛聞（1993年）
  - 連續電視小說
    - 好老婆（日语：ええにょぼ）（1993年）
    - 春天來吧（1994年）
    - 美食人生（日语：ほんまもん）（2001年）

  - 青空之卵（日语：青空にちんどん）（1994年）
  - 月之船（日语：月の船）（1996年）
  - NHK大河劇「德川慶喜」第21話（1998年）－篠

- NHK綜合
  - 十時半睡事件帖（日语：十時半睡事件帖 (テレビドラマ)） 第18話（1994年）－富士

TBS
- 野野山家的人（1994年）
- 週一電視劇特輯（日语：ドラマスペシャル）「金田一耕助傑作推理系列 惡魔之唇」（1994年8月22日）

富士電視網
- 富士電視台
  - 御家人斬九郎（日语：御家人斬九郎） 第3季第3話（1997年）
  - 親愛的爸爸 第11話（1998年）
  - 週五娛樂（日语：金曜エンタテイメント）「女生們的起程漫遊記 京都慕情篇」（2004年）

- 關西電視台
  - 三都結婚物語（1995年）
  - 我懷孕了2（日语：妊娠ですよ）（1995年）

日本電視台
- 週二懸疑劇場
  - 警視廳鑑識班2（日语：警視庁鑑識班）（1996年12月3日）－中山沙織
  - 警視廳鑑識班11（2001年1月9日）
  - 警視廳鑑識班13（2002年1月8日）

其它電視台
- 週一特集特別企劃「古都」（1994年5月30日，東京電視台）
- （2000年，朝日放送）

### 廣播劇
- NHK FM劇場（日语：FMシアター）
  - 『蛀牙蟲與計程車和其他的不幸』（1997年）
  - 『鐵之輪』（1997年）
  - 『！』（1997年）
- 青春冒險（日语：青春アドベンチャー）
  - 『好笑的世紀末偵探』（1999年）

### 舞台
- 髑髏城的七人（日语：髑髏城の七人）（小桂）
- 銀河一
- 八神庵LIVE！-ALONE-－薰·F·雷妮

等多部

### 電影
- 京都電影塾畢業製作「…」
- （1996年，石田章執導。入圍觀眾審査員賞和廣島電影展（日语：ひろしま映像展）的自主製作電影）

### 電視廣告
- JR東日本
- 雪印

### 電台廣告
- NTTDoCoMo關西
- 樂敦製藥
- 住友生命
- Panasonic
- ISHIDA（日语：イシダ）

等

## 雜誌
- 月刊NEO GEO FREAK（日语：ネオジオフリーク）（藝文社（日语：芸文社））
- Play Station Magazine（日语：Play Station Magazine）（德間書店Intermedia（日语：徳間書店インターメディア））